# Reinhard Fallak
Reinhard Fallak (* April 1956 in Ostwestfalen) ist ein deutscher Polizist im Ruhestand und war von 2008 bis 2016 Polizeivizepräsident in Hamburg.
Reinhard Fallak war von 1974 bis 2016 bei der Hamburger Polizei. Er absolvierte von 1974 bis 1976 eine Ausbildung zum Laufbahnabschnitt I an der Landespolizeischule. Danach war er von 1976 bis 1978 bei der Bereitschaftspolizei, anschließend drei Jahre bei der Kriminalpolizei Altona und St. Pauli. Von 1981 bis 1984 studierte er an der Fachhochschule für Öffentliche Verwaltung Hamburg, 1984 schloss er mit dem akademischen Grad Diplom-Verwaltungswirt (FH) ab. Von 1984 bis 1991 war er beim Mobilen Einsatzkommando (MEK). Von 1991 bis 1993 absolvierte Fallak eine Ausbildung an der Polizei-Führungsakademie in Münster und schloss diese für den höheren Polizeidienst ab. Von 1993 bis 1996 war er Vize-Chef des Mobilen Einsatzkommandos. Von 1996 bis 2004 war er Pressesprecher der Polizei Hamburg. Größere Bekanntheit erreichte Fallak 2003 als Moderator der RTL II Fernsehsendung Ungeklärte Morde. Im Jahr 2004 wechselte Fallak in die Innenbehörde als Leiter der Präsidialabteilung und Leiter des Pressereferats. Fallak wurde 2008 als Nachfolger von Michael Daleki Polizeivizepräsident in Hamburg. Fallak war seit Juli 2008 ranghöchster Polizeibeamter in Hamburg. Im April 2016 ging er in den Ruhestand. Seine Nachfolge trat Wolfgang Brand an.